# 피브로사운드
피브로사운드(prbosound)는 대한민국의 브라질 바투카다 기반의 타악 레이블이다. 

## 사업
- 연주자 및 밴드 양성

체계적인 관리와 트레이닝 시스템을 통하여 연주자 및 밴드를 양성하고 있으며, 여러 방면으로 음악사업을 확장하고 있다.
- 음반 기획 & 제작 & 매니지먼트

신인 연주가와 가수&랩퍼 발굴 및 소속 밴드들의 음반 기획 & 제작 & 공연기획 & 매니지먼트를 하고 있으며, 신인 연주자 발굴을 위하여 3개월 마다 신규 멤버를 모집 중이다. 신인 가수 및 랩퍼는 수시로 이메일을 통하여 신청 가능하며, 앞으로 공개 오디션을 계획 중이다.